# Albertův přístav
Albertův přístav (německy Alberthafen Dresden-Friedrichstadt) je vnitrozemský přístav na Labi v Ostragehege v Drážďanech-Friedrichstadtu. Byl postaven v letech 1891-1895.
Oblast přístavu se rozkládá na ploše 42 hektarů. Přístav se skládá ze tří částí a disponuje místem pro 20 lodí. Přes vjezd do přístavu se klene železní Přístavní most (Hafenbrücke). V přístavu stojí sedm nákladních jeřábů pro nakládání sypkých i kusových předmětů a kontejnerů, jejich maximální nosnost je 90 t. Zboží nad 90 tun je přemisťováno mobilními jeřáby.
V historickém terminálu se nachází dva historické železniční vozy (z roku 1910), přístavní jeřáb (z roku 1965) a loď Waltraud (1913).
Uvnitř lodi Waltraud je výstava o životě labských lodníků a historii vnitrozemských přístavů, které jsou zastoupeny na horním Labi.
Albertův přístav je napojen na nákladní centra nádraží Dresden-Friedrichstadt a má trimodální terminál. Přístav je vyhrazen nákladní dopravě, pro sportovní a rekreační plavidla slouží přístav v Pieschen.
V letech 2006 a 2007 byl postaven v blízkosti Flügelwegbrucke nový roll-off-roll-on systém, který umožňuje příjezd naložených kamionů přímo na loď.